# Víktor Putiatin
Víktor Putiatin   (Khàrkiv, 12 de setembre de 1941 - Kíiv, 2 de novembre de 2021) fou un tirador d'esgrima ucraïnès, especialista en floret, que va competir sota bandera de la Unió Soviètica durant les dècades de 1960 i 1970.
El 1968 va prendre part en els Jocs Olímpics d'Estiu de Ciutat de Mèxic, on va disputar dues proves del programa d'esgrima. En la prova del floret per equips va guanyar la medalla de plata, mentre en la del floret individual quedà eliminat en vuitens de final. Quatre anys més tard, als Jocs de Múnic, va revalidar la medalla de plata en la prova del floret per equips.
En el seu palmarès també destaquen vuit medalles al Campionat del Món d'esgrima, cinc d'or, una de plata i dues de bronze, entre les edicions de 1965 i 1971. El 1965 guanyà una medalla de plata a les Universíades. Formà part de l'equip que guanyà la Copa d'Europa de 1966, 1967 i 1968.
Una vegada retirat exercí d'entrenador.